# Lionel Malamed
Lionel Malamed (Nueva York; 15 de noviembre de 1924-Long Island, Nueva York;19 de septiembre de 1989) fue un jugador de baloncesto estadounidense que disputó una temporada en la BAA y otra más en la ABL. Con 1,75 metros de estatura, jugaba en la posición de base.

## Trayectoria deportiva

### Universidad
Jugó durante cuatro temporadas con los CCNY del City College of New York, interrumpidas dos años por el servicio militar en el Ejército de los Estados Unidos durante la Segunda Guerra Mundial. Fue elegido en sus dos últimos años en el segundo quinteto All-Met.

### Profesional
En 1948 fichó por los Indianapolis Jets de la BAA, con los que jugó 35 partidos en los que promedió 6,5 puntos y 1,6 asistencias, hasta que fue traspasado en el mes de diciembre a los Rochester Royals, donde acabó la temporada promediando 3,3 puntos por partido.
Al año siguiente fichó por los Paterson Crescents de la ABL, con los que disputó una temporada en la que promedió 3,8 puntos por partido.

#### Estadísticas en la BAA

##### Temporada regular
| Temporada | Edad | Equipo            | Liga | Pos. | P  | TIT | MIN | TC  | TCA | %TC  | 3P | 3PA | %3P | TL  | TLA | %TL  | R.OF. | R.DEF. | REB | ASIS | ROB | TAP | PER | FP  | PTS |
| 1948-49   | 24   | TOTAL             | BAA  |      | 44 |     |     | 2.2 | 6.6 | .334 |    |     |     | 1.5 | 1.8 | .831 |       |        |     | 1.4  |     |     |     | 1.2 | 5.9 |
| 1948-49   | 24   | Indianapolis Jets | BAA  |      | 35 |     |     | 2.4 | 7.4 | .328 |    |     |     | 1.7 | 2.0 | .841 |       |        |     | 1.6  |     |     |     | 1.3 | 6.5 |
| 1948-49   | 24   | Rochester Royals  | BAA  |      | 9  |     |     | 1.3 | 3.4 | .387 |    |     |     | 0.7 | 0.9 | .750 |       |        |     | 0.7  |     |     |     | 1.0 | 3.3 |
| Total     |      |                   | BAA  |      | 44 |     |     | 2.2 | 6.6 | .334 |    |     |     | 1.5 | 1.8 | .831 |       |        |     | 1.4  |     |     |     | 1.2 | 5.9 |